# Poljana (Lipik)
Poljana es una localidad de Croacia situada en el municipio de Lipik, en el condado de Požega-Eslavonia. Según el censo de 2021, tiene una población de 425 habitantes.

## Demografía
| Gráfica de población de 1857-2021                                  |
|                                                                    |
| Según los censos de población de la Oficina de Estadísticas Croata |